# Albondón
Albondón település Spanyolországban, Granada tartományban. Albondón Albuñol, Cádiar, Cástaras, Lobras, Murtas, Sorvilán és Torvizcón községekkel határos. Lakosainak száma 712 fő (2024).

## Népesség
A település népessége az elmúlt években az alábbi módon változott:
| Lakosok száma | 989  | 941  | 914  | 871  | 905  | 797  | 762  | 728  | 722  | 712  |
|               | 2001 | 2004 | 2006 | 2009 | 2011 | 2014 | 2016 | 2019 | 2021 | 2024 |